# Sage Nunataks
Sage Nunataks är nunataker i Antarktis. De ligger i Västantarktis. Nya Zeeland gör anspråk på området.